# ウェイバー公示
ウェイバー公示（ウェイバーこうじ）とは、プロスポーツにおいて、契約期間中にチームが支配権を放棄（waive, 英語発音: [weɪv]）する選手（waiver, 英語発音: [ˈweɪvər]）を公表する手続きである。

## プロ野球

### 日本プロ野球
日本プロ野球の野球協約や統一契約書では「ウエイバー」と表記されている（野球協約115条～124条）が、以下では便宜上「ウェイバー」の表記を用いる。
セントラル野球連盟もしくはパシフィック野球連盟のいずれかに加盟している球団が、契約期間である2月1日から11月30日の間に選手との契約を破棄する場合は、所属連盟にその旨を申請し必ずウェイバー公示手続きを行う。
支配下選手登録公示や自由契約選手公示とは異なり、ウェイバー公示そのものはNPBのウェブサイトでは公開されておらず、契約譲渡あるいは自由契約となった時点で初めてウェイバー公示がなされたことが明らかにされる。ただし、球団によってはウェイバー公示の手続きをとった旨を個別に発表していることもある。
手続き完了後すぐに当該選手は公示され（公示から3日以内なら球団が取り消しできる）、契約譲渡を望む球団による申請を待つことになる。複数の球団が申請した場合は同一連盟（=リーグ）所属球団が優先され、さらにその中で公示から1週間後時点（シーズン前の場合は前シーズンの成績）での勝率の逆順で優先される（ウェイバー方式）。1週間後までに申し込みがあれば譲渡先球団が確定され、一律400万円の譲渡金をもって当該選手の移籍が決定する。
ウェイバー公示から1週間の間に譲渡を申請する球団が現れなければ、当該選手に対する旧所属球団の保有権は消滅し、「ウェイバー不請求」として自由契約選手公示される。この形で自由契約となった選手は、当該シーズン終了まで他球団と契約することができない。なお、ウェイバー公示された時点で所属球団での練習参加や試合出場は一切できなくなるものの、自由契約選手公示されるまでは支配下選手として扱われる（野球協約第122条）。
ただし、選手側に契約条項などに対する違反があった場合はコミッショナー（日本野球機構会長）の承認を得てそのまま自由契約とするか、コミッショナーに報告して制限選手・資格停止選手・出場停止選手・失格選手のいずれかにする措置を取ることとされている（統一契約書第26条）。
ウェイバー公示による移籍は新規支配下登録期限以降でも認められている。2003年には中日ドラゴンズからウェイバー公示されたエディ・ギャラードが7月28日に横浜ベイスターズに移籍（当時の支配下登録期限は6月30日）、2017年には北海道日本ハムファイターズからウェイバー公示されたルイス・メンドーサが8月31日に阪神タイガースへ移籍（当時の支配下登録期限は7月31日）した事例がある。
なお、毎年11月30日に提出される次年度選手名簿及び保留者名簿から選手を外した場合は契約満了による退団とみなされ、保留者名簿の公示をもって即座に自由契約となる。ドラフトを経て入団した選手が自由契約となる場合は基本的にはこの扱いを受けることになり、特にシーズン中に日本人選手のウェイバー公示を行うことはなくなっている。2007年4月には育成選手としての再契約を前提に中日ドラゴンズが金本明博をウェイバー公示したものの、日本プロ野球選手会の抗議によってリーグ側が野球協約違反を承知の上で公示を取り下げる事態となった。日本人選手のウェイバー公示が行われたのは、前出の金本を除けば2005年秋に中日を戦力外となった6選手が最後である。

### MLB
メジャーリーグベースボール（MLB）において、ウェイバー自体は原則一般非公開で行われ、MLB機構を通じて各球団に公示される。ウェイバーは目的別に下記4種類に分かれ、MLB登録選手の支配権放棄を表明する目的だけに留まらない。
1. (Irrevocable) Outright Waivers
  - 選手を傘下マイナーリーグ球団に残留させることを視野に入れて行うウェイバー。通常、DFA（選手を40人枠[注 2]から外す措置）の後に行われる。
2. Unconditional Release Waivers
  - 選手の保有権を無条件で放棄したい場合に行うウェイバー。トレード拒否権を持つ選手はOutright Waiversできないため[5]、そのような選手の場合もこちらのウェイバーが行われる。
3. Optional Waivers（2017年以降は不要）[5]
  - マイナー・オプションが残っており、且つMLBデビューから3年以上経過している選手をマイナー降格（40人枠に残したまま26人枠から外す）させたい場合に、義務化されているウェイバー。
  - 2017年施行の新労使協定にて、上記ケースでのウェイバーは不要となった[注 3]。
4. Trade Assignment Waivers（2019年以降は廃止）[7]
  - トレード・デッドライン（例年7月31日）以降のシーズン期間中でのトレードや、その駆け引きを目的としたウェイバー。
  - 2019年以降、トレード・デッドライン以降の（ウェイバーを利用した）トレードは全面禁止となり、無用となった[注 4][8]。

ウェイバー公示期間中（47営業時間内）に他球団から獲得申し込み (Claim off) を受けた場合、公示期間内に相手球団に対して以下いずれかを行わなければならない。
1. その選手の所有権を譲渡する
  - 年俸など現在の契約内容を譲渡先球団がそのまま引き継ぐ形で、選手は譲渡先球団の40人枠に加わる。なお獲得球団は所属元球団にいくらかの手数料を支払う[注 5]。
  - Unconditional Release Waiversの場合、選手は譲渡先球団への移籍を拒否して自由契約 (FA) を選択できるが、その際は所属元球団に対する残り契約期間分の年俸請求権も失う。
2. その選手を含むトレードを行う
  - トレード・デッドライン以降のシーズン期間中は不可。
  - 必然的に、選手がトレード拒否権を持たない、またはトレード拒否権を行使しないことも条件となる。
3. ウェイバー公示を取り下げる[7]
  - Outright Waiversは取り下げられない。
  - 各選手につき、1シーズンで1度しか取り下げられない。

複数の球団から獲得申し込みがあった場合はその時期により、以下の優先順位で権利獲得球団が決まる。ただし当シーズン中、Outright Waivers公示中の他選手を獲得している球団は、優先順位が最下位となる。
1. 11月11日から4月30日まで（またはシーズン開幕から30日経過するまで）
  - 直前シーズンで最も勝率の低かった球団。
2. 上記期間後から7月31日まで
  - その時点で今シーズンの勝率が最も低い球団。
3. 上記期間後から11月10日まで
  - 同一リーグの球団。複数ある場合は、その時点で今シーズンの勝率が最も低い球団。

獲得申し込みがなく、公示期間が終了してウェイバーを通過 (Clear Waivers) した選手に対し、球団は以下いずれかの手続きを行うことが可能になる。
1. （DFAを伴わない Outright Waivers の場合）マイナー降格
  - サービスタイム (MLS = Major League Service time)[注 6]が5年を超える選手は、マイナー降格を拒否できる[9]。
2. （DFAを伴う Outright Waivers の場合）マイナー契約[注 7]
  - 選手と改めてマイナー契約を結び (Outright Assignment) 、傘下マイナーリーグの球団に残留させる。ただし、サービスタイムが3年を超える選手、または以前にOutright Assignmentの経験がある選手はこのマイナー契約を拒否することができる[9]。
3. （Optional Waivers 以外の場合）自由契約 (FA) 
  - Unconditional Release Waiversの場合、必ず自由契約 (Release) となる。
  - DFAを伴う Outright Waivers の場合、球団にマイナー契約の意思がなければ自由契約 (Release) となる。選手がマイナー契約を拒否した場合も自由契約 (elected free agency) となる。選手が拒否権を行使せずマイナー契約を結んだ場合でも、以降40人枠へ復帰できなかった場合はシーズンオフ中に自由契約を選択できる[11]。
  - DFAを伴わない Outright Waivers をクリアしても、選手を自由契約にはできない。
  - ウェイバー通過後に自由契約となった選手と契約する場合、獲得球団はMLB最低保証年俸額[注 8]を残りのシーズン分の日割り計算で支払うだけでよい。なお、それ以前の契約は有効で契約年俸から最低保証年俸を差し引いた金額を所属元球団は別途支払い続けなければならない[12]。
4. 何もしない
  - ウェイバー公示前と同じ状態で選手をキープすることも可能。ただし、Unconditional Release Waivers、またはDFAを経た Outright Waivers の場合は不可。

※以上、2017-2021年まで有効な新労使協定上の規定。

### KBO
KBOリーグでも球団が選手契約を放棄する時にウェイバー公示の手続きが取られることがある。ただし、いかなる理由があってもウェイバー公示を取り消すことはできず、また選手契約の譲渡を希望するチームは公示日から7日以内に申し込まなくてはならない。もし当該選手の獲得を望む球団が現れなかった場合、その選手はシーズン終了まで韓国国内における一切の選手契約及び活動が許されなくなる。
また選手にはウェイバー公示を拒否する権利がある。拒否した場合は身分が任意脱退選手に変更される。2021年6月現在までウェイバー公示を拒否した選手はいない。